# Карлейн Схаутенс

Карлейн Схаутенс (англ. Carlijn Schoutens) — американсько-нідерландська ковзанярка,  олімпійська медалістка. 
Схаутенс народилася у США в нідерландській родині. Її батьки в той час навчалися в Америці. Вони повернулися до Нідерландів, коли дівчинці було 7 місяців. Юніоркою вона виступала за Нідерланди, але потім, скориставшись подвійним громадянством, стала представляти США. 
Бронзову олімпійську медаль Схаутенс виборола в складі збірної США на Пхьончханській олімпіаді 2018 року в командній гонці переслідування.

## Зовнішні посилання
- Досьє на speedskatingnews [Архівовано 22 лютого 2018 у Wayback Machine.]

## Виноски
1. ↑  SpeedSkatingStats
2. ↑  Women's team pursuit results (PDF). Архів оригіналу (PDF) за 22 лютого 2018. Процитовано 2 квітня 2018.